# Longischistura striata
Longischistura striata är en fiskart som först beskrevs av Day, 1867.  Longischistura striata ingår i släktet Longischistura och familjen grönlingsfiskar. Inga underarter finns listade i Catalogue of Life.